# Dialeurodes shintenensis
Dialeurodes shintenensis là một loài côn trùng cánh nửa trong họ Aleyrodidae, phân họ Aleyrodinae.
Dialeurodes shintenensis được Takahashi miêu tả khoa học đầu tiên năm 1933.